# Maximilian Pfaffinger
Maximilian Pfaffinger (* 6. Mai 1988 in Rosenheim) ist ein deutscher Fußballspieler.
Pfaffinger, der meist im defensiven oder offensiven Mittelfeld eingesetzt wird, begann seine Karriere bei der TuS Raubling und spielte danach beim TSV 1860 Rosenheim, bevor er 2003 zur Jugendmannschaft der SpVgg wechselte.
Nachdem er bereits als A-Jugendlicher einen Einsatz in der Bayernliga gegen den Würzburger FV zu verzeichnen hatte, wurde er im Sommer 2007 fest in den Kader der zweiten Mannschaft übernommen. Pfaffinger kam in der Spielzeit 2007/2008 zu 18 Einsätzen in der viertklassigen Bayernliga – dabei erzielte er zwei Tore – und qualifizierte sich mit der zweiten Mannschaft der Münchner Vorstädter infolge der Lizenzverweigerung für einige andere Vereine für die neugeschaffene dreigleisige Regionalliga Süd.
In der Regionalliga-Saison 2008/2009 begann Pfaffinger als Stammkraft im Mittelfeld, wurde jedoch aufgrund einiger Verletzungen und Sperren anderer Spieler von Trainer Ralph Hasenhüttl in den Kader der ersten Mannschaft befördert und kam so am 7. Spieltag der 3. Liga zu seinem ersten Profi-Einsatz, als er gegen den SSV Jahn Regensburg in der 90. Minute eingewechselt wurde. Am 9. Spieltag, beim Auswärtsspiel bei Rot-Weiß Erfurt, stand er dann erstmals in der Startelf der Profis.
Nachdem er seit Juli 2010 vereinslos war, wechselte er im November 2010 zum baden-württembergischen Oberligisten SSV Reutlingen.
Seit Juli 2012 ist er vereinslos.